# سارة وايتنغ
سارة وايتنغ (بالإنجليزية: Sarah Whiting) هي مهندسة معمارية أمريكية، ولدت في 1965.